# Antsahamena
Antsahamena è una città e comune del Madagascar situata nel distretto di Andapa, regione di Sava. 
La popolazione del comune rilevata nel censimento 2001 era pari a 3 418 unità.